# Steinplatten mit Widderkopf
Die Steinplatten mit Widderkopf gehören zur Kategorie der Steinskulpturen. Die handlichen rechteckigen, ovalen oder rundlichen Steinplatten haben einen zumeist stilisierten Widderkopf an einer ihrer Stirnseiten. Obwohl die ersten zoomorphen Skulpturen bereits Ende des 19. Jahrhunderts im Ural und in Kasachstan auftauchten, sind ihre Chronologie und ihre kulturelle Zugehörigkeit ungeklärt.

## Klassifizierung
Gegenwärtig sind mehr als 30 Platten mit Widderkopf bekannt. Einige Exemplare weisen eine leichte schalenförmige Vertiefung in der zumeist polierten Oberfläche auf. Fast alle Platten tragen Spuren von rotem Ocker. In drei Fällen wurden hellblaue Farbreste festgestellt. Die Klassifikation von P. A. Dmitriev wurde von N. P. Matveeva weiter differenziert. Sie teilten die Platten je nach Stilisierungsgrad in drei, allerdings nicht völlig homogene, Gruppen ein:
- realistische,
- stilisierte
- schematische.

Entwicklungsgeschichtlich gingen die realistischen den schematischen und stilisierten Darstellungen voran. Ohne Kenntnisse realistischer Darstellungen hätte man einige schematische Interpretationen nicht identifizieren können.

## Fundzusammenhang
Die meisten Steinplatten mit Widderkopf sind Zufallsfunde. Sie wurden auf Äckern gefunden oder stammen aus ehemaligen Siedlungen oder Kurganen. Eine Platte (mit symbolischer Darstellung) wurde zusammen mit einem kubischen Stein in einer Grube im Bereich des sarmatenzeitlichen Kurgans von Rafajlovo gefunden. Sie war für jene Forscher, die die Fundkategorie den Sarmaten zuweisen wollten ein gewichtiges Argument. Die Gegner dieser Zuordnung, (darunter der Deutsche Forscher K. Jettmar), ordnen die Platten in die Bronzezeit ein.

## Verbreitung
Die Kartierung der Funde ergab, dass die meisten aus dem Becken der Flüsse Iset’, Mias und Tobol, stammen, einem kleinen Gebiet im Südural. Unter den Platten fehlen offenbar Stücke aus der Frühphase. Die eingeführten Exemplare stellen eine ausgearbeitete oder vereinfachte Form dar. Auf Grund dieser Tatsachen ist davon auszugehen, dass die Platten mit Widderkopfdarstellung bereits entwickelt in den Südural gelangten, oder Vorläufer aus anderem Material (Holz) hatten.

## Deutung
Die Farbspuren und die Höhlung auf der Oberseite weisen auf die Verwendung als Reibschale bzw. Mörser zur Farbherstellung. Als Prototyp erweisen sich offenbar zwei Steingefäße (Opferaltäre) mit Widderkopf. Hingegen bleibt der Zusammenhang zwischen den Steinobjekten aus der kleinen Grube unter dem Rafajlovo Kurgan und der sarmatischen Bestattung unbewiesen. Eine frühe Datierung von Steinplatten-Reibschalen mit Widderkopf wurde im Gebiet von Saratov bestätigt. In Kurgan 4, Grab 1 von Bol'šaja Dmitrievka 2, wurde, an der Nordwand der Kammer, ein gut geglätteter Mörser, von annähernd rechteckiger Form, mit einer Vertiefung auf der Flachseite und drei Vorsprüngen auf der Stirnseite gefunden. Diese Platte gehört zur Gruppe der Funde mit schematischer Darstellungen, was für die Platten mit „realistischen“ Darstellungen, die aus der vorangehenden Periode stammen sollten, eine ähnliche Datierung bedeutet. Das Grab lässt sich in die frühe Katakombengrab-Kultur einordnen (etwa 3000 bis 2500 v. Chr.). Unter den Funden dieser Bestattung befanden sich auch ein Steinstößel und eine große Menge Ocker.

## Kulturelle Zuweisung
Von der Bedeutung der Gegenstände für die Rituale der Gruben- und Katakombengrab-Kultur zeugt die häufige Verwendung von Ocker bei Bestattungen. Die Verwendung blauer Farbe im Grabritual wurde mehrmals festgestellt, jedoch weniger häufig als die von roter. Bekannt sind auch flache steinerne Mörser einfacheren Typs.
Die genaue kulturelle Zugehörigkeit der Steinplatten mit Widderkopfplastik ist nicht zu bestimmen, da in der fraglichen Zeit im südlichen Ural mehrere archäologische Kulturen (Kulturtraditionen) existierten. Sicher ist, dass die meisten zum Kreis der äneolithischen Kulturen im Südural zählen.